# Персиус, Людвиг
Людвиг Персиус (нем. Ludwig Persius; 15 февраля 1803, Потсдам — 12 июля 1845, там же) — прусский архитектор, ученик Карла Фридриха Шинкеля.
Персиус ассистировал Шинкелю при возведении дворца Шарлоттенхоф и Римских купален в парке Сан-Суси в Потсдаме. Он также участвовал в создании «Большого фонтана», Фриденскирхе, Оранжерейного дворца и смотровой башни на горе Руиненберг напротив дворца Сан-Суси.

## Биография
Людвиг Персиус посещал школу и гимназию в Потсдаме. В 1817—1819 годы он работал помощником строительного инспектора Готтхильфа Хеккера и был членом профессионального объединения плотников. В 1819 году он поступил учиться на землемера в Берлинскую строительную академию и в марте 1821 года сдал экзамен на землемера. Начиная с 1821 года Персиус работал в Потсдаме в качестве контролёра на строительстве, в том числе под руководством Карла Фридриха Шинкеля на строительстве дворца и церкви в поместье графа Потоцки близ Кракова. В 1824 году Персиус вступил в союз архитекторов. В качестве исполнительного архитектора Персиус работал у Шинкеля в Глинике. В 1826 году Людвиг Персиус сдал экзамен на архитектора в Берлинской строительной академии и получил должность строительного контролёра в Шарлоттенхофе.
В 1829 году Персиус был назначен строительным инспектором при королевском правительстве в Потсдаме. В 1833 году он получил первый самостоятельный заказ на переоборудование декоративных мельниц вблизи Римских купален под жилой дом для садовника Хандманна. В 1834 году Людвиг Персиус стал королевским придворным строительным инспектором.
В 1840 году Персиус отправился в поездку по Рейну и посетил Гейдельберг и Бахарах, а также замок Штольценфельс и крепость Эренбрайтштайн. В 1841 году Персиус направился в Париж, побывав по дороге в Мюнхене, Страсбурге, Андернахе, Ремагене, Бад-Годесберге и Кёльне. В 1842 году состоялась ещё одна поездка Персиуса, в ходе которой он посетил монастырь Ленин, Корин, Галле и Эрфурт.
В 1841 году Фридрих Вильгельм IV назначил Персиуса придворным архитектором. В 1842 году Персиус стал советником по вопросам строительства. В 1843—1844 годах Персиус работал в Бад-Мускау по заказу князя Германа фон Пюклера-Мускау.
В 1843 году Персиус вновь отправился путешествовать по рейну и посетил Бинген, Бад-Годесберг и Трир. В 1844 году Персиус отправился в Бад-Мускау и Голландию. В 1845 году он побывал в Италии, проехав через Ним, Марсель, Геную, Рим, Неаполь, Виченцу, Падую, Венецию и Верону.
В последние годы Людвиг Персиус работал над дворцом Бабельсберг в Потсдаме. 12 июля 1845 года Людвиг Персиус умер и был похоронен на Борнштедтском кладбище в Потсдаме.